# 戴维·麦卡尔曼
戴维·麦卡尔曼（英語：David MacCalman，1958年9月30日—），新西兰男子田径运动员。他曾代表新西兰参加1992年、1996年和2000年夏季残疾人奥林匹克运动会田径比赛，获得二枚金牌和一枚银牌。